# Specialist Firearms Command
Le Specialist Crime and Operations Specialist Firearms Command (MO19, auparavant connu sous les sigles SO19, CO19, puis SCO19) est l'une des branches du Metropolitan Police Service du Grand Londres. Il est chargé du contre-terrorisme local et de la lutte contre la criminalité. L'unité est basée dans le quartier de Whitechapel. 

## Description et effectifs

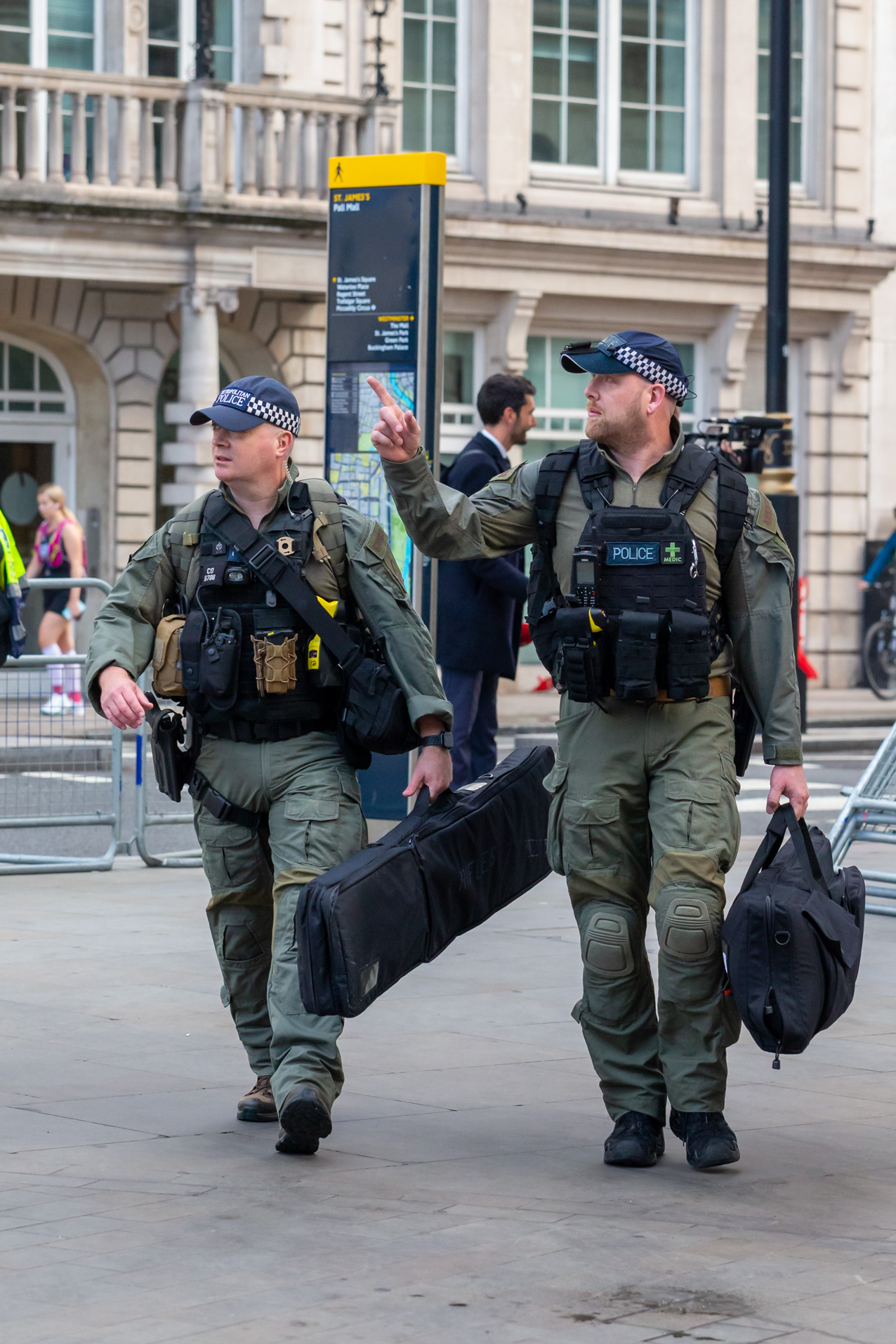
Des membres de l'unité lors du couronnement du roi Charles III.

L'unité compte environ 2 500 agents patrouillant quotidiennement dans la ville, assurant des missions de lutte contre le terrorisme et les criminels armés. Ils sont les seuls membres de la police à être autorisés à porter une arme, la police britannique étant en grande majorité désarmée. Les membres sont volontaires, l'appartenance à cette unité ne donnant pas accès à une meilleure rémunération.  

## Historique
En septembre 2022, un officier du Specialist Firearms Command est inculpé pour meurtre après la mort par balles d'un homme noir désarmé, Chris Kaba. Son identité, d'abord tenue secrète, est révélée lors d'une audition. L'inculpation provoque en septembre 2023 un mouvement de protestation au sein de l'unité. Après le refus de plus de 100 agents de reprendre leur service en armes, les actions de l'unité sont mises en pause. 250 policiers, soit un dixième des membres, quittent aussi le Specialist Firearms Command. Le ministère de la Défense britannique propose de remplacer certains des officiers sur le départ par des membres des forces armées.
En mars 2023, l'unité est accusée dans un rapport dirigé par Louise Casey de « jouer avec le système », capitaliser sur son statut d'élite pour réclamer des « dépenses excessives en équipements et kits haut de gamme inutiles », comme des tenues de camouflage ou des appareils de vision nocturne inadaptés à l'environnement londonien.
En 2024, l'unité fait face à des difficultés de recrutement, avec seulement six aspirants ayant présenté leur candidature. Elle n'attirerait plus en raison des contraintes, d'une rémunération insuffisante et de la menace des poursuites judiciaires en cas de tir mortel. 